# Indy Japan 300 de 2011
O Indy Japan 300 de 2011 foi a décima quinta corrida da temporada de 2011 da IndyCar Series. A corrida foi disputada no dia 18 de setembro no Twin Ring Motegi, localizado na cidade de Motegi, Japão. Ao contrário dos anos anteriores, a corrida em 2011 foi disputada no circuito misto, devido aos danos causados na pista oval do complexo por causa do sismo e tsunami de Tohoku de 2011.
Esta foi a última edição da Indy Japan 300 em Motegi, já que no início de 2011, os organizadores da prova anunciaram que a prova não continuará a partir de 2012.
O vencedor da corrida foi o neozelandês Scott Dixon, da equipe Chip Ganassi Racing.

## Pilotos e Equipes
| Nº | Piloto                     | Equipe                       | Chassis | Motor | Pneu |
| -- | -------------------------- | ---------------------------- | ------- | ----- | ---- |
| 2  | Oriol Servià               | Newman/Haas Racing           | Dallara | Honda | F    |
| 3  | Hélio Castroneves          | Team Penske                  | Dallara | Honda | F    |
| 4  | J. R. Hildebrand (R)       | Panther Racing               | Dallara | Honda | F    |
| 5  | Takuma Sato                | KV Racing Technology - Lotus | Dallara | Honda | F    |
| 6  | Ryan Briscoe               | Team Penske                  | Dallara | Honda | F    |
| 06 | James Hinchcliffe (R)      | Newman/Haas Racing           | Dallara | Honda | F    |
| 7  | Danica Patrick             | Andretti Autosport           | Dallara | Honda | F    |
| 9  | Scott Dixon                | Chip Ganassi Racing          | Dallara | Honda | F    |
| 10 | Dario Franchitti           | Chip Ganassi Racing          | Dallara | Honda | F    |
| 12 | Will Power                 | Team Penske                  | Dallara | Honda | F    |
| 14 | Vitor Meira                | A. J. Foyt Enterprises       | Dallara | Honda | F    |
| 17 | Hideki Mutoh               | Sam Schmidt Motorsports      | Dallara | Honda | F    |
| 18 | James Jakes (R)            | Dale Coyne Racing            | Dallara | Honda | F    |
| 19 | Sebastien Bourdais         | Dale Coyne Racing            | Dallara | Honda | F    |
| 22 | Giorgio Pantano (R)        | Dreyer & Reinbold Racing     | Dallara | Honda | F    |
| 24 | Ana Beatriz (R)            | Dreyer & Reinbold Racing     | Dallara | Honda | F    |
| 26 | Marco Andretti             | Andretti Autosport           | Dallara | Honda | F    |
| 27 | Mike Conway                | Andretti Autosport           | Dallara | Honda | F    |
| 28 | Ryan Hunter-Reay           | Andretti Autosport           | Dallara | Honda | F    |
| 34 | João Paulo de Oliveira (R) | Conquest Racing              | Dallara | Honda | F    |
| 38 | Graham Rahal               | Chip Ganassi Racing          | Dallara | Honda | F    |
| 59 | E. J. Viso                 | KV Racing Technology - Lotus | Dallara | Honda | F    |
| 77 | Alex Tagliani              | Sam Schmidt Motorsports      | Dallara | Honda | F    |
| 78 | Simona de Silvestro        | HVM Racing                   | Dallara | Honda | F    |
| 82 | Tony Kanaan                | KV Racing Technology - Lotus | Dallara | Honda | F    |
| 83 | Charlie Kimball (R)        | Chip Ganassi Racing          | Dallara | Honda | F    |

- (R) - Rookie

## Resultados

### Treino classificatório
| Treino classificatório - 17 de setembro | Treino classificatório - 17 de setembro | Treino classificatório - 17 de setembro | Treino classificatório - 17 de setembro | Treino classificatório - 17 de setembro | Treino classificatório - 17 de setembro | Treino classificatório - 17 de setembro | Treino classificatório - 17 de setembro | Treino classificatório - 17 de setembro |
| Pos.                                    | Nº                                      | Piloto                                  | Equipe                                  | Q1                                      | Q1                                      | Q2                                      | Q3                                      |                                         |
| Pos.                                    | Nº                                      | Piloto                                  | Equipe                                  | Grupo 1                                 | Grupo 2                                 | Q2                                      | Q3                                      |                                         |
| --------------------------------------- | --------------------------------------- | --------------------------------------- | --------------------------------------- | --------------------------------------- | --------------------------------------- | --------------------------------------- | --------------------------------------- | --------------------------------------- |
| 1                                       | 9                                       | Scott Dixon                             | Chip Ganassi Racing                     |                                         | 1:38.1783                               | 1:38.3261                               | 1:38.3918                               |                                         |
| 2                                       | 12                                      | Will Power                              | Team Penske                             |                                         | 1:38.2308                               | 1:38.2417                               | 1:38.4194                               |                                         |
| 3                                       | 38                                      | Graham Rahal                            | Chip Ganassi Racing                     | 1:38.4751                               |                                         | 1:38.1944                               | 1:38.5946                               |                                         |
| 4                                       | 6                                       | Ryan Briscoe                            | Team Penske                             | 1:38.6158                               |                                         | 1:38.3381                               | 1:38.7082                               |                                         |
| 5                                       | 06                                      | James Hinchcliffe (R)                   | Newman/Haas Racing                      |                                         | 1:38.5346                               | 1:38.2636                               | 1:38.9226                               |                                         |
| 6                                       | 3                                       | Hélio Castroneves                       | Team Penske                             | 1:38.6071                               |                                         | 1:38.7660                               | 1:38.9743                               |                                         |
| 7                                       | 83                                      | Charlie Kimball (R)                     | Chip Ganassi Racing                     | 1:38.9000                               |                                         | 1:38.7911                               |                                         |                                         |
| 8                                       | 18                                      | James Jakes (R)                         | Dale Coyne Racing                       |                                         | 1:38.7115                               | 1:38.8198                               |                                         |                                         |
| 9                                       | 10                                      | Dario Franchitti                        | Chip Ganassi Racing                     |                                         | 1:38.3022                               | 1:38.8738                               |                                         |                                         |
| 10                                      | 26                                      | Marco Andretti                          | Andretti Autosport                      |                                         | 1:38.7256                               | 1:38.9058                               |                                         |                                         |
| 11                                      | 5                                       | Takuma Sato                             | KV Racing Technology - Lotus            | 1:38.9283                               |                                         | 1:38.9194                               |                                         |                                         |
| 12                                      | 34                                      | João Paulo de Oliveira (R)              | Conquest Racing                         | 1:38.8564                               |                                         | 1:39.0009                               |                                         |                                         |
| 13                                      | 59                                      | E. J. Viso                              | KV Racing Technology - Lotus            | 1:38.9562                               |                                         |                                         |                                         |                                         |
| 14                                      | 19                                      | Sebastien Bourdais                      | Dale Coyne Racing                       |                                         | 1:38.7495                               |                                         |                                         |                                         |
| 15                                      | 77                                      | Alex Tagliani                           | Sam Schmidt Motorsports                 | 1:39.0409                               |                                         |                                         |                                         |                                         |
| 16                                      | 2                                       | Oriol Servià                            | Newman/Haas Racing                      |                                         | 1:38.7719                               |                                         |                                         |                                         |
| 17                                      | 28                                      | Ryan Hunter-Reay                        | Andretti Autosport                      | 1:39.0750                               |                                         |                                         |                                         |                                         |
| 18                                      | 22                                      | Giorgio Pantano (R)                     | Dreyer & Reinbold Racing                |                                         | 1:38.8588                               |                                         |                                         |                                         |
| 19                                      | 4                                       | J. R. Hildebrand (R)                    | Panther Racing                          | 1:39.2650                               |                                         |                                         |                                         |                                         |
| 20                                      | 27                                      | Mike Conway                             | Andretti Autosport                      |                                         | 1:38.9371                               |                                         |                                         |                                         |
| 21                                      | 24                                      | Ana Beatriz (R)                         | Dreyer & Reinbold Racing                | 1:39.4724                               |                                         |                                         |                                         |                                         |
| 22                                      | 17                                      | Hideki Mutoh                            | Sam Schmidt Motorsports                 |                                         | 1:38.9407                               |                                         |                                         |                                         |
| 23                                      | 7                                       | Danica Patrick                          | Andretti Autosport                      | 1:39.3789                               |                                         |                                         |                                         |                                         |
| 24                                      | 14                                      | Vitor Meira                             | A. J. Foyt Enterprises                  |                                         | 1:39.3269                               |                                         |                                         |                                         |
| 25                                      | 82                                      | Tony Kanaan                             | KV Racing Technology - Lotus            | 1:39.5004                               |                                         |                                         |                                         |                                         |
| 26                                      | 78                                      | Simona de Silvestro                     | HVM Racing                              |                                         | 1:39.3440                               |                                         |                                         |                                         |

- (R) - Rookie

### Corrida
| Corrida - 18 de setembro | Corrida - 18 de setembro | Corrida - 18 de setembro   | Corrida - 18 de setembro     | Corrida - 18 de setembro | Corrida - 18 de setembro | Corrida - 18 de setembro | Corrida - 18 de setembro | Corrida - 18 de setembro |
| Pos                      | Nº                       | Piloto                     | Equipe                       | Voltas                   | Tempo                    | Largada                  | Voltas na Liderança      | Pontos                   |
| ------------------------ | ------------------------ | -------------------------- | ---------------------------- | ------------------------ | ------------------------ | ------------------------ | ------------------------ | ------------------------ |
| 1                        | 9                        | Scott Dixon                | Chip Ganassi Racing          | 63                       | 1:56:41.0107             | 1                        | 62                       | 53                       |
| 2                        | 12                       | Will Power                 | Team Penske                  | 63                       | +3.4375                  | 2                        | 1                        | 40                       |
| 3                        | 26                       | Marco Andretti             | Andretti Autosport           | 63                       | +4.4782                  | 10                       | 0                        | 35                       |
| 4                        | 77                       | Alex Tagliani              | Sam Schmidt Motorsports      | 63                       | +5.5913                  | 15                       | 0                        | 32                       |
| 5                        | 2                        | Oriol Servià               | Newman/Haas Racing           | 63                       | +6.1621                  | 16                       | 0                        | 30                       |
| 6                        | 19                       | Sébastien Bourdais         | Dale Coyne Racing            | 63                       | +6.6399                  | 14                       | 0                        | 28                       |
| 7                        | 4                        | J. R. Hildebrand (R)       | Panther Racing               | 63                       | +8.7436                  | 19                       | 0                        | 26                       |
| 8                        | 10                       | Dario Franchitti           | Chip Ganassi Racing          | 63                       | +9.0690                  | 9                        | 0                        | 24                       |
| 9                        | 27                       | Mike Conway                | Andretti Autosport           | 63                       | +9.3816                  | 20                       | 0                        | 22                       |
| 10                       | 5                        | Takuma Sato                | KV Racing Technology - Lotus | 63                       | +10.1187                 | 11                       | 0                        | 20                       |
| 11                       | 7                        | Danica Patrick             | Andretti Autosport           | 63                       | +10.6995                 | 23                       | 0                        | 19                       |
| 12                       | 38                       | Graham Rahal               | Chip Ganassi Racing          | 63                       | +11.4555                 | 3                        | 0                        | 18                       |
| 13                       | 18                       | James Jakes (R)            | Dale Coyne Racing            | 63                       | +11.6119                 | 8                        | 0                        | 17                       |
| 14                       | 78                       | Simona de Silvestro        | HVM Racing                   | 63                       | +12.0651                 | 26                       | 0                        | 16                       |
| 15                       | 06                       | James Hinchcliffe (R)      | Newman/Haas Racing           | 63                       | +12.5498                 | 5                        | 0                        | 15                       |
| 16                       | 22                       | Giorgio Pantano (R)        | Dreyer & Reinbold Racing     | 63                       | +14.4549                 | 18                       | 0                        | 14                       |
| 17                       | 82                       | Tony Kanaan                | KV Racing Technology - Lotus | 63                       | +15.8407                 | 25                       | 0                        | 13                       |
| 18                       | 17                       | Hideki Mutoh               | Sam Schmidt Motorsports      | 63                       | +16.3024                 | 22                       | 0                        | 12                       |
| 19                       | 24                       | Ana Beatriz (R)            | Dreyer & Reinbold Racing     | 63                       | +20.5159                 | 21                       | 0                        | 12                       |
| 20                       | 6                        | Ryan Briscoe               | Team Penske                  | 63                       | +38.5887                 | 4                        | 0                        | 12                       |
| 21                       | 59                       | E. J. Viso                 | KV Racing Technology - Lotus | 63                       | +1:39.0777               | 13                       | 0                        | 12                       |
| 22                       | 3                        | Hélio Castroneves          | Team Penske                  | 63                       | +1:39.0787               | 6                        | 0                        | 12                       |
| 23                       | 83                       | Charlie Kimball (R)        | Chip Ganassi Racing          | 62                       | Fora da pista            | 7                        | 0                        | 12                       |
| 24                       | 28                       | Ryan Hunter-Reay           | Andretti Autosport           | 62                       | +1 volta                 | 17                       | 0                        | 12                       |
| 25                       | 14                       | Vitor Meira                | A. J. Foyt Enterprises       | 61                       | Fora da pista            | 24                       | 0                        | 10                       |
| 26                       | 34                       | João Paulo de Oliveira (R) | Conquest Racing              | 19                       | Mecânico                 | 12                       | 0                        | 10                       |
| Relatório                |                          |                            |                              |                          |                          |                          |                          |                          |

- (R) - Rookie

## Tabela do campeonato após a corrida
Observe que somente as dez primeiras posições estão incluídas na tabela.
| Pos | Var     | Piloto           | Pontos |
| --- | ------- | ---------------- | ------ |
| 1   | Aumento | Will Power       | 542    |
| 2   | Baixa   | Dario Franchitti | 531    |
| 3   | Estável | Scott Dixon      | 483    |
| 4   | Estável | Oriol Servià     | 397    |
| 5   | Estável | Tony Kanaan      | 353    |

| Pos | Var     | Piloto            | Pontos |
| --- | ------- | ----------------- | ------ |
| 6   | Estável | Ryan Briscoe      | 340    |
| 7   | Aumento | Marco Andretti    | 327    |
| 8   | Baixa   | Ryan Hunter-Reay  | 317    |
| 9   | Aumento | Graham Rahal      | 302    |
| 10  | Baixa   | Hélio Castroneves | 302    |